# Айвор Болтон
Айвор Болтон (англ. Ivor Bolton, 17 травня 1958, Блекрод, Ланкашир, Велика Британія) — англійський диригент, клавесиніст.

## Біографія
Закінчив Клер Коледж у Кембриджському університеті (1976—1980) та навчався у Королівському коледжі музики (1980—1981) у Лондоні. Пізніше він був репетитором у Національній оперній студії в Лондоні і був призначений диригентом Співочої школи в Оксфорді (Schola Cantorum of Oxford).
З 1982 р був тісно пов'язаний з Глайндборнським оперним фестивалем, у 1992—1997 очолював його гастрольну програму (Glyndebourne Touring Opera). Дебют Болтона відбувся в 1986 році постановкою опери Ігоря Стравинського «Пригоди гульвіси» для «Opera 80». З 1994 по 1996 рік був головним диригентом шотландського камерного оркестру в Единбурзі. Він також керував музикантами St James's Baroque Players у Лондоні, з яким записав концерти Йогана Себастьяна Баха для клавесину з оркестром (BWV 1053, 1054, 1058). Він підтримував тривалі стосунки з Баварською державною оперою, де диригував у 17 нових постановках, у тому числі Генделя та Монтеверді, і у 1998 році отримав нагороду Bayerische Theaterpreis. Він регулярно диригував на Глайндборнскому фестивалі, фестивалі в Екс-ан-Прованс, фестивалі Флорентійський музичний травень, у театрі Ковент-Гарден, Віденській державній опері, Нідерландській опері, Королівському театрі в Мадриді, оперному театрі Лісеу в Барселоні та Парижській опері.
Після багатьох виступів з оркестром на Зальцбурзькому фестивалі, у 2000 році йому запропонували співпрацю, і з 2004 Болтон став головним диригентом оркестру Моцартеум. Крім виступів на фестивалі у Зальцбурзі, Болтон диригував цим оркестром на лондонскому міжнародному фестивалі «Променадні концерти Бі-Бі-Сі» (BBC Proms), а також побував на гастролях по всій Європі, Далекому Сході та США.
З оркестром Моцартеум він зробив ряд комерційних записів музики таких композиторів: Моцарта, Йозефа Гайдна, Міхаеля Гайдна, Гектора Берліоза та цикл симфоній Антона Брукнера; ораторії Генделя «Феодора» на Зальцбурзькому фестивалі, опери Симона Майра «Медея в Корінфі» у Мюнхені, опери «Енуфа» (чеськ. Její pastorkyňa) Яначека у Королівському театрі в Мадриді, опери «Закоханий Геркулес» Каваллі у Нідерландської опері, і опер Моцарта «Заїда» та «Удавана садівниця» у Зальцбурзі.
Як диригент, Болтон працював з багатьма великими оркестрами світу, в тому числі: з Королівським оркестром Консертгебау в Амстердамі, з Монреальським симфонічним оркестром, з Лондонським симфонічним оркестром, з Лондонським філармонічним оркестром, з оркестром Роттердамської філармонії та з оркестром Національної академії святої Цецилії у Римі.
Зараз Айвор Болтон проживає в Барселоні. В Іспанії, Болтон диригував в опері Моцарта «Викрадення із сералю» в оперному театрі Лісеу в Барселоні, в опері «Енуфа» Леоша Яначека, в опері «Фіделіо» Бетховена і в опері Глюка «Алкеста» в Театро Реал в Мадриді, де в лютому 2014 він посів посаду музичного директора з сезону 2015/2016 рр. на термін п'ять років.
З липня 2016 року Айвор Болтон призначений новим музичним директором Базельського симфонічного оркестру (Sinfonieorchester Basel) у Швейцарії терміном на 4 роки.
Болтон, також є головним диригентом оркестру Моцартеум у За́льцбурзі та головним диригентом Дрезденського фестивального оркестру.